# Arnoldiola tympanifex
Arnoldiola tympanifex är en tvåvingeart som först beskrevs av Jean-Jacques Kieffer 1909.  Arnoldiola tympanifex ingår i släktet Arnoldiola och familjen gallmyggor. Inga underarter finns listade i Catalogue of Life.